# قفس ببر ۲
ببر قفس ۲ (به انگلیسی: Tiger Cage 2) یک فیلم سینمایی هنگ کنگی محصول سال ۱۹۹۰ در ژانر اکشن به کارگردانی یوئن وو-پینگ است. این فیلم دنباله ای از فیلم ببر قفس ۱ در سال ۱۹۸۸ است.

## بازیگران
- دانی ین در نقش آلن یاو
- رزاموند کوآن در نقش مندی چانگ
- دیوید وو در نقش دیوید
- رابین شو در نقش وایز چو
- گری چو در نقش تاک
- کارول چنگ در نقش پتی لی (ستاره مهمان)
- سینتیا خان در نقش بازرس یونگ (ستاره مهمان)
- لو لیه در نقش عمو چیو
- لئونگ لام لینگ در نقش خانم لئونگ
- مایکل وودز در نقش مافیا
- جان سالویتی در نقش مافیا
- دیکسون لی در نقش کنت
- آنیتا لی در نقش آن
- دائی چونگ در نقش هنچمن (اضافی) (بدون سابقه)
- Mak Wai در نقش محافظ (فوق‌العاده) (بی‌سابقه)
- جک وونگ در نقش آدمکش (بی‌سابقه)
- مارکو لی در نقش قاتل (بی‌سابقه)
- لینگ چی در نقش Assassin (بی‌سابقه)
- مندی چان در نقش Rascal (بی اعتبار)
- سیمون چونگ در نقش پلیس (بدون سابقه)
- چا چوئن در نقش فیلیپ
- چانگ بال (اضافی) (بی‌سابقه)
- تانگ وای ییو
- درک کوک (بدون سابقه)

## تفاوت نسخه اصلی و صادراتی
پایان بندی فیلم در دو نسخه اصلی و صادراتی متفاوت است. در نسخه اصلی شخصیت منفی داستان به دست قهرمانان فیلم کشته شده و در نسخه صادراتی که برای مخاطبان غربی تهیه شده، توسط پلیس دستگیر می‌شود.